# Glikoziltransferaza
Glikoziltransferaze (GTF, Gtf) su enzimi (EC 2.4) koji uspostavljaju prirodne glikozidne veze. Oni katalizuju transfer saharidnih enetiteta iz aktiviranog nukleotidnog šećera (takođe poznatog kao „glikozilni donor”) na nukleofilni molekul glikozilnog akceptora, nukleofila koji može da bude baziran na kiseoniku ugljeniku, azotu, ili sumporu.
Rezultat glikozilnog transfera može da bude ugljeni hidrat, glikozid, oligosaharid, ili polisaharid. Neke glikoziltransferaze katalizuju transfer na neorganski fosfat ili vodu. Glikozilni transfer se isto tako može vršiti na proteinske ostatke, obično na tirozin, serin, ili treonin čime se formiraju O-vezani glikoproteini, ili na asparagin čime se formiraju N-vezani glikoproteini. Manozil grupe mogu da budu prenesene na triptofan čime se formira C-manozil triptofan, koji je ralativno dobro zastupljen kod eukariota. Transferaze isto tako mogu da deluju na lipidima kao akceptorima, čime formiraju glikolipide, i da čak koriste za lipid vezane šećerno fosfatne donore, kao što su doliholni fosfati.
Glikoziltransferaze koje koriste šećer nukleotidnih donora su Leloirovi enzimi, po Luisu Leloiru, naučniku koji je prvi otkrio šećerne nukleotide, i koji je 1970. godine nagrađen Nobelovom nagradom za hemiju za svoj rad na metabolizmu ugljenih hidrata. Glikoziltransferaze koje koriste nenukleotidne donore kao što je dolihol ili poliprenol pirofosfat su neleloirove glikoziltransferaze.
Sisari koriste samo 9 šećernih nukleotidnih donora za glikoziltransferaze: UDP-glukoza, UDP-galaktoza, UDP-GlcNAc, UDP-GalNAc, UDP-ksiloza, UDP-glukuronska kiselina, GDP-manoza, GDP-fukoza, i CMP-sijalinska kiselina. Fosfat(i) tih donorskih molekula su obično koordinirani sa divalentnim katjonima kao što je mangan, mada postoje i enzimi nezavisni od metala.

## Mehanizam
Glikoziltransferaze se mogu segregirati u „zadržavajuće” ili „invertirajuće” enzime prema tome da li se stereohemija donorske anomerne veze zadržava (α→α) formu ili biva invertovana (α→β) tokom transfera. Mehanizam inverzije je jednostavan, i u tom slučaju je neophodan pojedinačni nukleofilni napad akceptorskog atoma da bi se invertovala stereohemija.
Mehanizam zadržavanja je bio predmet debate, mada postoji jaka evidencija protiv mehanizma dvostrukog premeštanja (koji bi uzrokovao dve inverzije na dva anomerna ugljenika radi neto zadržavanja stereohemije) ili disocijativnog mehanizma (prevalentna varijanta koja je poznata kao SNi). Jedan „ortogonalno asocijativni” mehanizam je bio predložen, za koji je slično enzimskom invertovanju neophodan samo jedan nukleofilni napad na akceptor iz nelinearnog ugla (kao što je zapaženo u mnogim kristalnim strukturama) za ostvarivanje anomerne retencije.

## Reakciona reverzibilnost
Nedavno otkriće reverzibilnosti mnogih reakcija katalizovanih invertujućim glikoziltransferazama je uzrokovalo pomeranje paradigme polja i podstaklo niz pitanja o statusu šećernih nukleotida kao aktiviranih donora.